# Robert Harley (1579-1656)
Pour les articles homonymes, voir Robert Harley.
Sir Robert Harley KB (baptisé le 1er mars 1579 - 6 novembre 1656) est un homme d'État anglais qui est maître de la Monnaie de Charles Ier et soutient ensuite les parlementaires pendant la guerre civile anglaise .

## Biographie
Il est le fils de Thomas Harley de Brampton Bryan Castle dans le Herefordshire et de sa femme Margaret, fille de Sir Andrew Corbet. Il entre à l'Oriel College d'Oxford en 1595 et obtient un BA en 1599. Il entre au Middle Temple en 1599. Il est investi chevalier du bain le 25 juillet 1603 .
Après son premier mariage en 1603, il occupe différents postes locaux dans le Herefordshire et le Radnorshire, notamment représentant Radnor au Parlement en 1604, Herefordshire en 1624 et 1626 et Evesham en 1628. En 1623, il épouse Brilliana, fille de Sir Edward Conway, l'un des secrétaires d'État, et est son assistant au Parlement. Il en est récompensé en étant nommé Maître de la Monnaie. Il est privé de cette charge en 1635 mais réintégré en 1643. Pendant cette période, son attitude est plus celle d'un gentilhomme campagnard que celle d'un courtisan.
En religion (comme Brilliana), Harley est un puritain, prenant une ligne anti-catholique et plus tard aussi anti-arminienne. Il est successivement élu aux deux Parlements en 1640 (Court Parlement et Long Parlement), où il s'oppose à l'argent des navires, aux innovations ecclésiastiques laudiennes et à la guerre d'Écosse. Cela le conduit à rejoindre le parti parlementaire. Harley est responsable du Comité pour la démolition des monuments de superstition et d'idolâtrie, et préside à la destruction d'une grande partie de l'art et de l'architecture religieux .
Il est un membre actif de ce parti au Parlement et dans le Herefordshire, le château de Brampton Bryan étant assiégé en 1643 et 1644. Le 30 septembre 1642, les parlementaires dirigés par Harley et Henry Grey (1er comte de Stamford) occupent Hereford sans opposition . En décembre, ils se replient sur Gloucester en raison de la présence dans la région d'une armée royaliste sous Lord Herbert.
Son soutien à la réconciliation avec le roi lui vaut d'être exclu de la Chambre des communes dans la Purge de Pride. Lui et son fils Edward, colonel de l'armée parlementaire, sont emprisonnés jusqu'après l'exécution du roi. Il démissionne de son poste de maître de la Monnaie en mai 1649 et ne prend plus part à la politique.
Il laisse plusieurs fils, son héritier Edward Harley (1624-1700) étant le père du lord trésorier de la reine Anne, Robert Harley, qui est élevé à la pairie en tant que comte d'Oxford et comte Mortimer.